# FileHippo Update Checker
FileHippo App Manager, anciennement nommé FileHippo Update Checker est un logiciel gratuit de maintenance du PC destiné à analyser les versions des logiciels installés sur le PC afin de détecter les logiciels qui requièrent une mise à jour,,, et même de procéder à la mise à jour à la demande de l'utilisateur, contribuant par là-même à la sécurité du PC.

## Failles de sécurité, vulnérabilités et exploits
Les failles de sécurité (ou vulnérabilités) présentes dans un logiciel ou dans un matériel informatique peuvent être exploitées par des malwares ou des hackers pour prendre le contrôle des PC, par exemple en installant un ransomware.
Une vulnérabilité qui n'a pas encore fait l'objet d'un correctif (ou patch) est appelée « vulnérabilité jour zéro » ou zero day vulnerability. Adobe Reader, Adobe Flash, Java, Windows, Internet Explorer et Android OS sont responsables de près de 80 % des  « attaques jour zéro » (zero-day attacks) qui exploitent une « vulnérabilité jour zéro ». 
Il existe plusieurs types de réponses à ce problème :
- l'utilisation de logiciels anti-exploit, comme Malwarebytes Anti-Exploit[6] ;
- la mise à jour régulière des logiciels, grâce à des logiciels comme FileHippo Update Checker, Heimdal, Secunia Personal Software Inspector ou SUMo ;
- le remplacement de certains logiciels très vulnérables par un logiciel moins ciblé par les hackers, parce que moins répandu (moins populaire) ou mieux sécurisé (comme, par exemple, le remplacement d'Adobe Reader par un lecteur PDF alternatif).

## Environnements
Le logiciel est développé pour une exécution sous Windows.
Il est nécessaire de posséder comme système d'exploitation : Windows 2000, Windows XP (32-bit/64-bit), Windows Vista (32-bit/64-bit), Windows 7 (32-bit/64-bit), Windows 8 (32-bit/64-bit) ou Windows 10 (32-bit/64-bit).
FileHippo Update Checker requiert Microsoft .NET Framework.
La dernière version du logiciel sous le nom de FileHippo Update Checker est la version 1.041 (sortie le 10 septembre 2014).
La dernière version du logiciel actuelle est la version 1.47 (sortie le 27 janvier 2015).
Il existe aussi une version bêta du logiciel portant le numéro de version 2.0 Beta 4 (sortie le 2 septembre 2015). 
Selon le site de l'éditeur toutes ces versions fonctionnent sur ces mêmes environnements cités précédemment.

## Langues
Le logiciel est disponible en plusieurs langues : anglais, allemand, espagnol, français, italien, polonais et japonais.

## Description
FileHippo Update Checker ne possédait pas d'interface propre et affichait ses résultats dans le navigateur web du PC. Depuis qu'il a été renommé en FileHippo App Manager, il possède par contre sa propre interface ainsi qu'une icône dans la zone de notification, qui affiche en rouge le nombre de mises à jour disponibles.
Il analyse l'ordinateur à la recherche des logiciels installés, vérifie leur version, signale ceux pour lesquels il existe une version plus récente et propose un lien de mise à jour directe à partir du site FileHippo.
Il se distingue de Secunia Personal Software Inspector par le fait qu'il se concentre sur les logiciels les plus populaires, ce qui lui permet d'être très rapide.
Une option permet d'afficher ou non les mises à jour bêta.
On retrouve des fonctions similaires dans Avast, Glary Utilityies...